# Tullinge station
Tullinge är en station på  Stockholms pendeltågsnät, Södertäljegrenen, mellan stationerna Flemingsberg och Tumba. Den är belägen i kommundelen Tullinge inom Botkyrka kommun 19,3 km från Stockholm C. Stationen har en mittplattform med biljetthall på plattformen och entré från en gångtunnel. Den togs i bruk den 1 juni 1969 och har cirka 4 400 påstigande/dygn (2015). Det finns ca 310 st infartsparkeringar i närheten av Tullinge station.

## Bussar
Vid stationen finns två busshållplatser, Tullinge station och Tullinge station södra.

## Historik

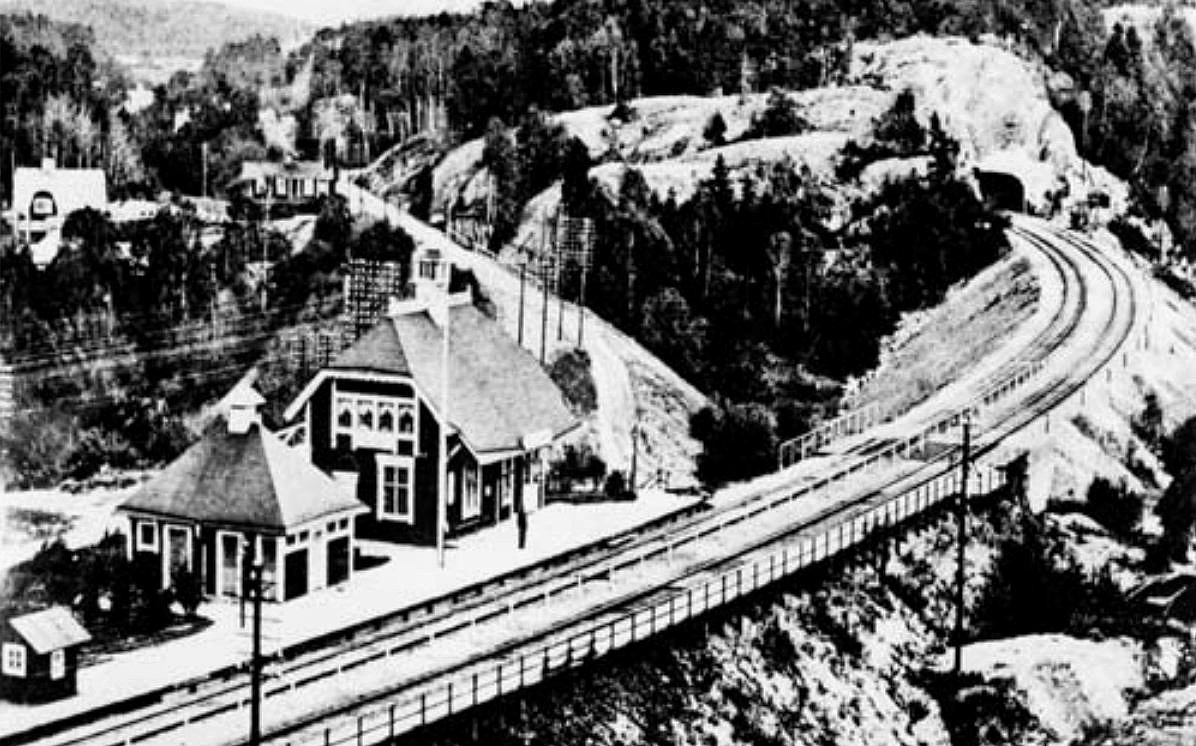
Tullinge gamla station.

Den ursprungliga lokaltågshållplatsen öppnades i samband med att sträckan blivit dubbelspårig den 21 januari 1903 och var belägen cirka 1,3 km längre söderut, mellan två tunnlar, vid infarten till dagens Hamra grustag och längst ner vid den södra änden av Tullingesjön. Stationen flyttades till sin nuvarande plats den 1 juni 1969. Än idag finns det rester från stationen bland annat genom staket som är synliga från Huddingevägen och även en gångtunnel med trappa upp mellan spåren. Stationens gamla magasinsbyggnad flyttades 1966 till hembygdsgården Trädgårdstorp.
Bebyggelsen kom allt mer att koncentreras till en plats som kallades Banslätt. Redan tidigt i den process, som ledde fram till att ansvaret för lokal persontrafik på järnväg inom Stockholms län överfördes till SL diskuterades en flyttning av stationen. Det var även tänkt att den nya stationen skulle få namnet Banslätt. Detta genomfördes dock inte utan den nya stationen övertog den gamlas namn.'
I början av 2015 renoverades  tunnlarna intill stationen. Kommunen monterade upp vita paneler, LED-belysning samt vanlig belysning. Landskapsbilder med visor av Alice Tegnér målades på de nya panel-väggarna.

## Framtid

### Ny uppgång till Tullinge station
Det finns en politisk enighet för att bygga en ny uppgång till Tullinge station. Kommunen har haft samtal med SL, som ansvarar för alla pendeltågsstationer i Stockholm, om att bygga en uppgång till och renovera den gamla uppgången. Uppgången är tänkt att ligga i andra änden av stationens perrong.

## Galleri

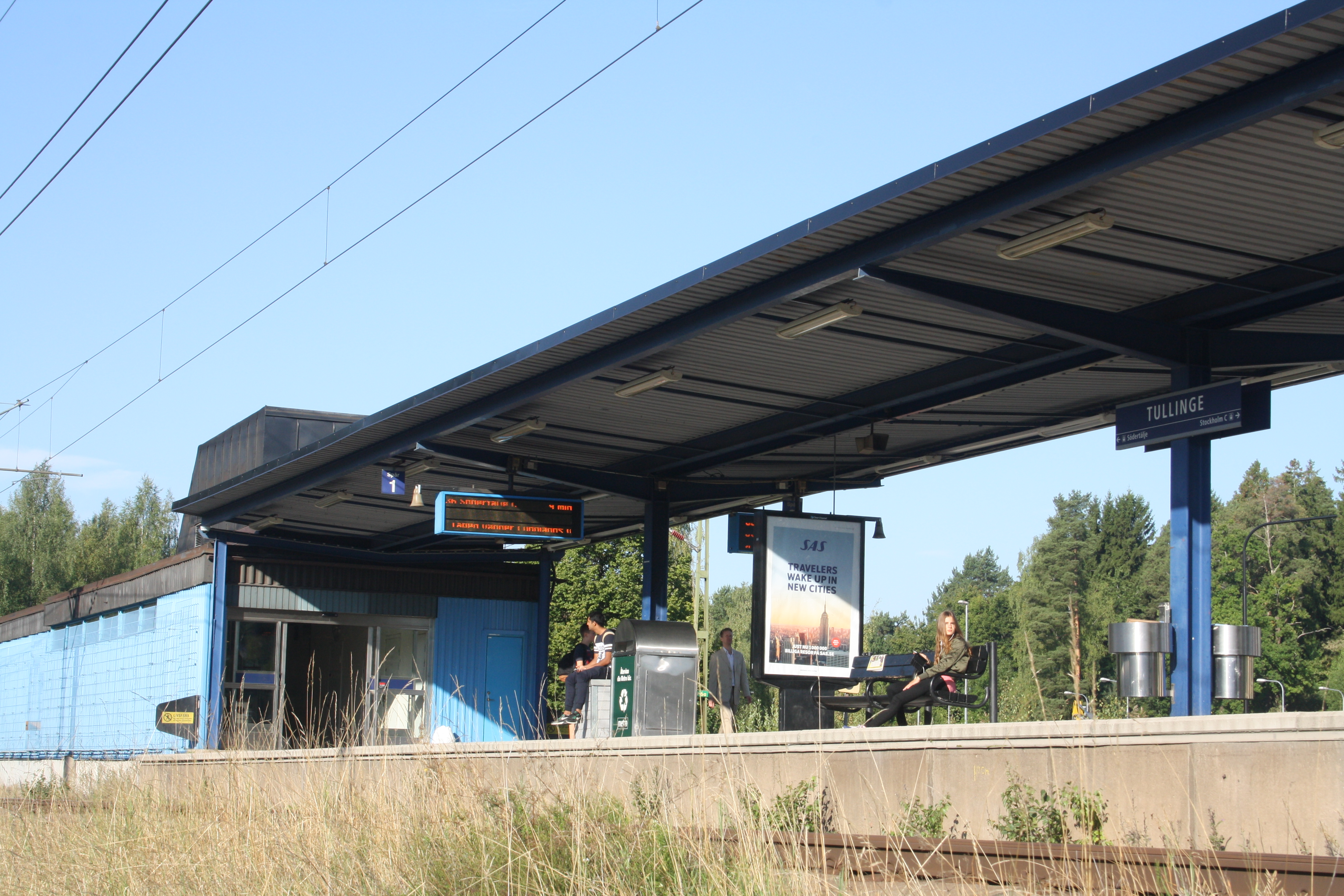
Tullinge station
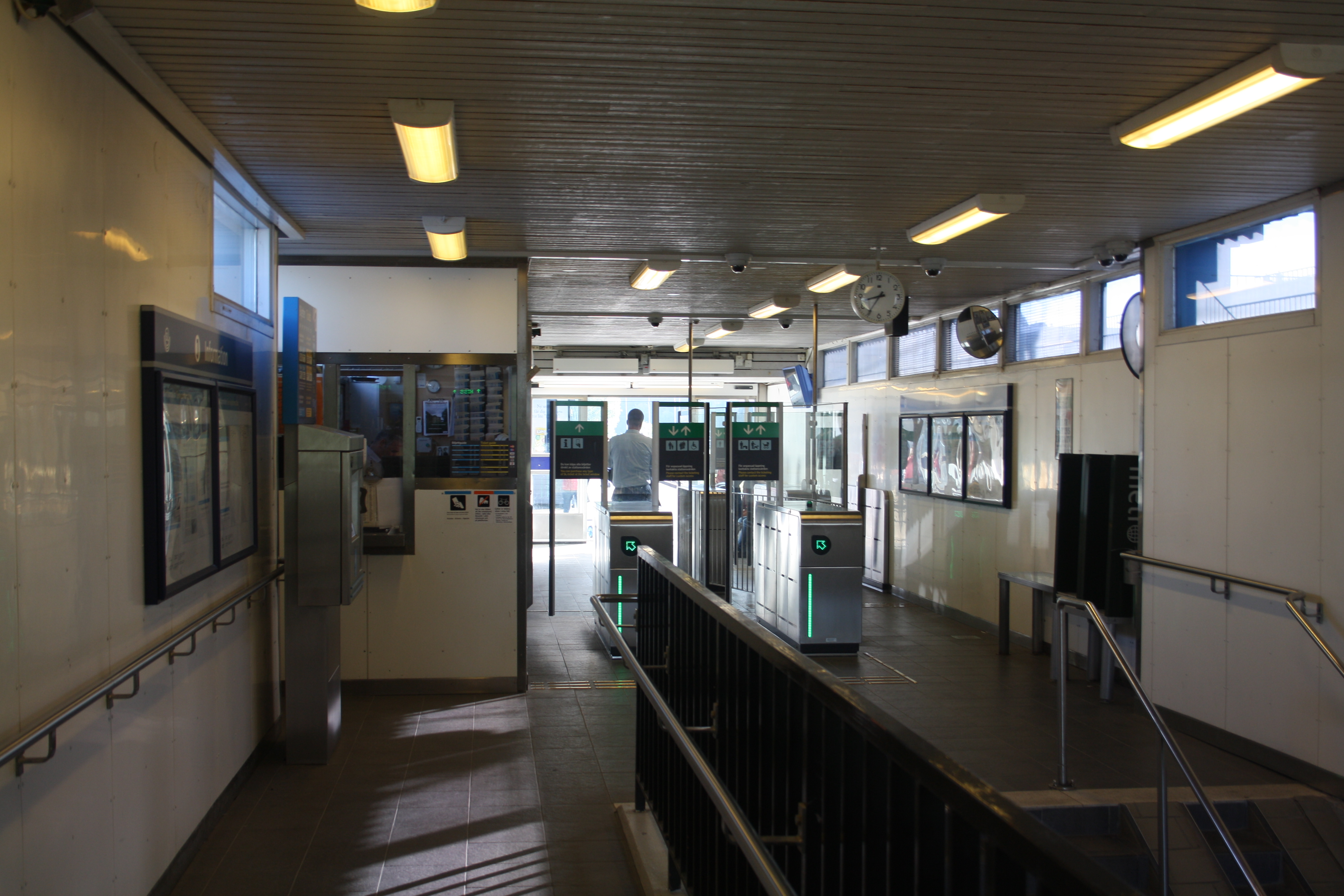
Spärren i Tullinge
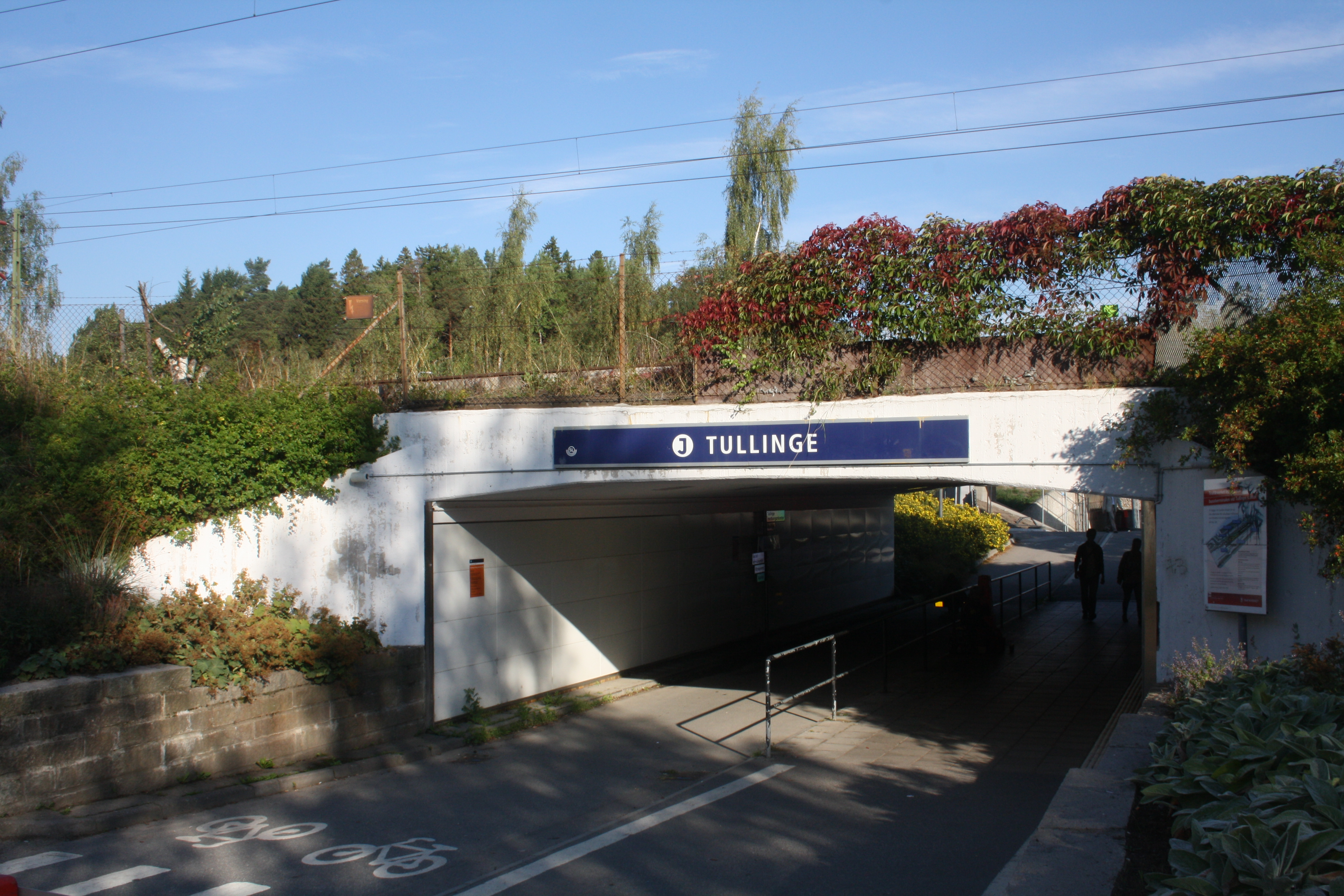
Ingång till stationen
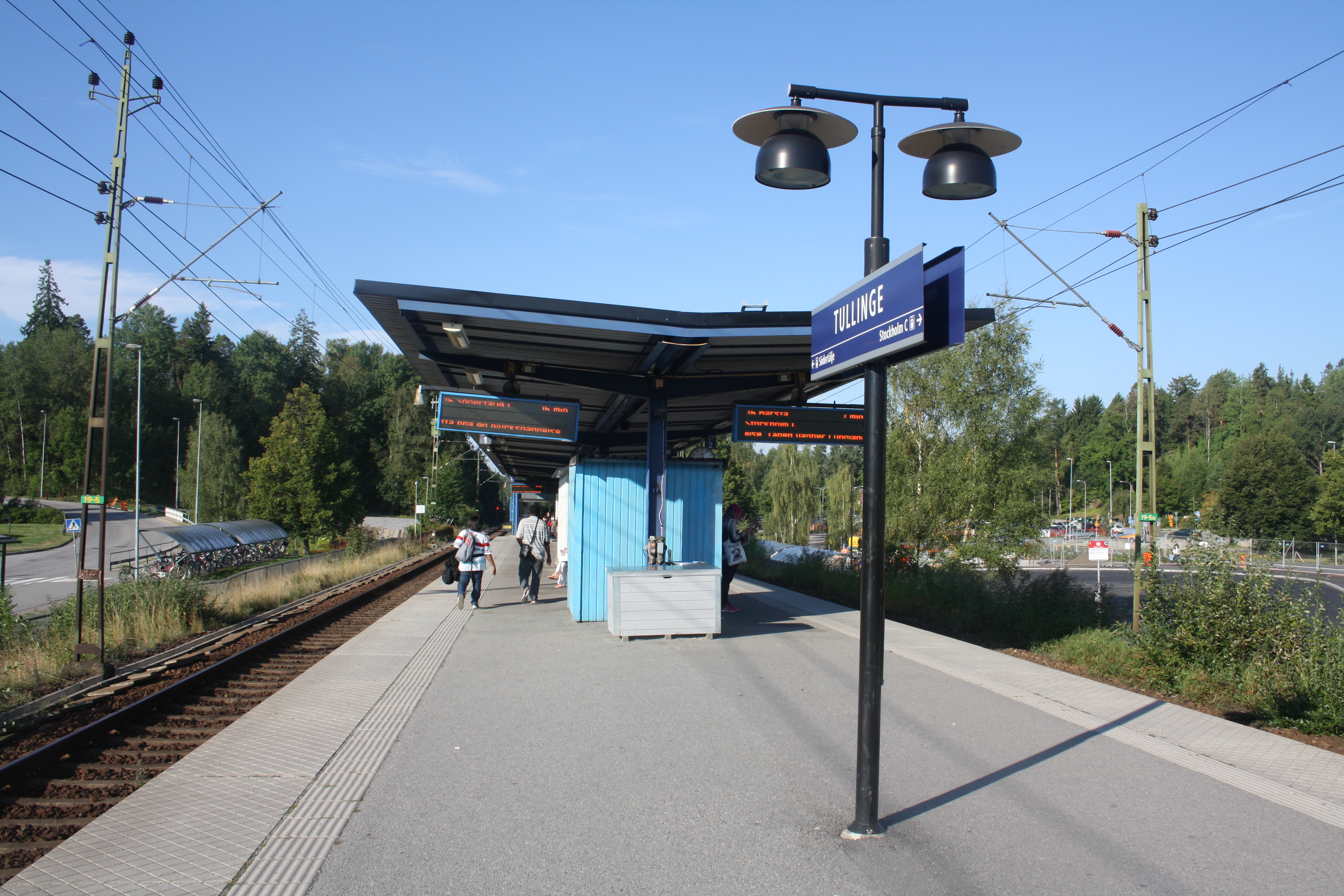
Plattformen